# 1028

## Narození
- ? – Stenkil, švédský král († 1066)

## Úmrtí
- 5. července – Alfons V. Leónský, krále Leónu a Galicie (* 994/996?)
- 11. listopadu – Konstantin VIII., byzantský císař (* kolem 960)

## Hlavy států
- České knížectví – Oldřich
- Svatá říše římská – Konrád II.
- Papež – Jan XIX.
- Galicijské království – Alfons II. – Bermudo II.
- Leonské království – Alfons V. Vznešený – Bermudo III.
- Navarrské království – Sancho III. Veliký
- Barcelonské hrabství – Berenguer Ramon I. Křivý
- Hrabství toulouské – Guillaume III.
- Vévodství akvitánské – Guillaume V. de Poitiers
- Burgundské království – Rudolf III.
- Lotrinské vévodství – Fridrich III. Barský / Gotzelo I. Dolnolotrinský
- Francouzské království – Robert II. Pobožný
- Anglické království – Knut Veliký
- Dánské království – Knut Veliký
- Norské království – Olaf II. Svatý – Knut Veliký (místodržící ladejarl Håkon Eiriksson)
- Švédské království – Jakob Anund
- Polské království – Měšek II. Lambert
- Uherské království – Štěpán I. Svatý
- Byzantská říše – Konstantin VIII. – Romanos III. Argyros
- Kyjevská Rus – Jaroslav Moudrý